# Lingua alto-tedesca media
L'alto tedesco medio (Mittelhochdeutsch) indica quella fase che la lingua tedesca ha vissuto tra il 1050 ca. e il 1350 ca. L'alto tedesco medio si pone fra l'alto tedesco antico (750 ca. - 1050 ca.) e l'alto tedesco protomoderno (1350 ca. - 1650 ca.).
Ci è giunto soprattutto attraverso la lingua letteraria. Il parlato quotidiano è infatti scarsamente testimoniato dai documenti scritti. Appartengono ai monumenti letterari in alto tedesco medio il Nibelungenlied, il Parzival di Wolfram von Eschenbach, il Tristano di Gottfried von Straßburg, le poesie di Walther von der Vogelweide e la lirica cortese del Minnesang.
L'alto tedesco medio si distingue dall'alto tedesco antico principalmente per l'indebolimento della sillaba finale e centrale. Si distanzia inoltre dall'alto tedesco protomoderno soprattutto per il vocalismo della sillaba radicale e per la presenza di vocali brevi in sillaba tonica aperta (sostituite nel nuovo alto tedesco dall'allungamento della sillaba tonica aperta).
L'alto tedesco medio non è una lingua standard (contrapposta alla lingua parlata), bensì speculare al basso tedesco medio (b.t.m.) e comprende tutte le lingue della Germania centrale (turingio, assiano, francone-renano) e meridionale (alemanno, bavarese).
L'alto tedesco medio non realizzò un'unità linguistica sovraregionale come il nuovo alto tedesco scritto, ma fu una tipologia di tedesco, come quello odierno, caratterizzato da forti oscillazioni dialettali e regionali. Nel Medioevo non era ancora presente una ortografia unitaria.
Per le edizioni testuali delle importanti opere in alto tedesco medio, come anche per i dizionari e le grammatiche, viene usato sostanzialmente l'alto tedesco medio normalizzato di Karl Lachmann, una forma ideale che rispecchia solo piccoli frammenti della realtà linguistica di quel tempo.

## Fonologia

### Lo schema vocalico
Il seguente schema mostra il sistema vocalico dell'alto tedesco medio (normalizzato):
- le vocali brevi sono a, e, i, o, u, ä, ö, ü
- le vocali lunghe sono â, ê, î, ô, û, æ, œ, iu (ü lungo)
- i dittonghi sono ei, ie, ou, öu, uo, üe

È da tenere presente che il dittongo ei deve essere pronunciato e + i (non ai come nel nuovo alto tedesco, ma come ei o ij dell'olandese); inoltre ie non è una lunga i, bensì i+e.

### Le trasformazioni linguistiche
I più importanti cambiamenti dall'alto-tedesco medio all'alto-tedesco nuovo riguardano il vocalismo:
- Le vocali lunghe î, iu, û dittongano nel nuovo alto tedesco ei, eu/äu, au (cosiddetta dittongazione del n.a.t.) - Esempi: mîn > mein, vriunt > Freund, hûs > Haus
- I dittonghi ie, üe, uo monottongano in vocale lunga i, ü, u (cosiddetta monottongazione del n.a.t.) - Esempi: liep > lieb, müede > müde, bruoder > Bruder
- I dittonghi ei, öu, ou diventano aperti ei, eu/äu, au (cosiddetto cambio di dittongo del n.a.t.) - Esempi: bein > Bein, böume > Bäume, boum > Baum
- Tutte le vocali brevi a, e, i, o, u, ä, ö, ü si allungano in sillaba aperta nelle rispettive vocali lunghe (cosiddetto allungamento in sillaba tonica aperta).

Altri mutamenti sono:
- La palatalizzazione, per cui la s preconsonantica ad inizio di parola diviene sch. Questo viene sempre ortograficamente contrassegnato (es. slichen = n.a.t. schleichen) ad eccezione di s prima di t o p.

Sotto l'aspetto dell'ortograﬁa, al passaggio dal medio al moderno alto tedesco risale la norma di scrivere con iniziale maiuscola i sostantivi, non solo i nomi propri. Inoltre, la desonorizzazione ﬁnale delle consonanti non viene più resa graﬁcamente, prediligendo il mantenimento della radice di un determinato paradigma nella medesima graﬁa in tutte le forme ﬂesse.
Es.: a.t.m. ‹tac› > ted. ‹Tag› (gen. ‹Tages› etc.) «giorno».